# ロールス・ロイス ミーティア
ロールス・ロイス ミーティア（Meteorまたはメテオとも呼ぶ）は第二次世界大戦中にイギリスが戦車の動力として使用したエンジン。

## 概要
ロールス・ロイス社が戦車用のエンジンとして航空機用のマーリンエンジンを元に開発・生産した。
元が航空機用なので高出力で信頼性が高く、堅牢なため、複数のイギリス製の戦車に使用された。エンジンの主要な部品はマーリンで使用されていた軽合金から鋼に変更されたことにより、重くなったが、耐久性が向上した。使用不能になった航空機から回収したマーリンの部品も再利用される場合があった。

## 搭載
- センチュリオン
- クロムウェル
- コメット
- コンカラー
- チャレンジャー巡航戦車
- エクセルシアー重突撃戦車
- トータス重突撃戦車
- FV4101 チャリオティア
- アヴェンジャー